# Derbi del Ruhr
El Derbi del Ruhr (en alemán: Revierderby, pronunciado /ʁeˈviːɐ̯ˌdœɐ̯biː/ⓘ) se refiere al enfrentamiento en el campeonato de fútbol alemán entre el Borussia Dortmund y su eterno rival Schalke 04.
A pesar de que se emplea el término para designar a toda la Región del Ruhr, que incluyen clubes como el Bochum, Duisburg, Dortmund, Gelsenkirchen y en menor medida Essen, la expresión del derby del Ruhr se utiliza generalmente para los enfrentamientos Borussia Dortmund - Schalke 04. Su rivalidad se debe principalmente a que son clubes insignia del fútbol alemán que están muy cerca geográficamente y tienen una fuerte competencia en el campeonato.
Este enfrentamiento nació principalmente en el período de entreguerras donde el Schalke dominó el Ruhr de 1929 a 1944. En la posguerra, entre 1947 y 1957 el Borussia Dortmund se impuso en 7 ocasiones en la división de Westfalia. La parte del campeonato alemán en 1964 solo grupo representa una disminución de dos clubes que se experimentan, en particular el D2. En la Champions League ganó el Dortmund, por su parte el Schalke ganó la Copa de la UEFA el mismo año, 1997. Si en los años 90 el Borussia impuso su hegemonía, el Schalke se dio a conocer como candidato al título nacional desde 2002. No obstante, nunca se han enfrentado en competición europea.
La rivalidad también es deliberadamente alimentada por los dirigentes de los clubes respectivos con fines de marketing. De hecho, durante los clásicos los estadios registran un aforo completo, a lo que hay que añadir los importantes ingresos generados por la venta de productos a los aficionados.
La rivalidad era aún más destacable en los últimos años, especialmente desde que el Schalke 04 fue vencido (2-0) en la penúltima jornada del 2006-07 por el Borussia Dortmund, privándole del título al eterno rival. Una semana más tarde, los aficionados del Dortmund celebraron la victoria del VfB Stuttgart (título a expensas del Schalke) con la banderola: "Una vida es mucho tiempo sin un título en la mano" adjunta a la parte trasera de una avioneta que sobrevolaba el estadio de Gelsenkirchen al final de la última jornada del Schalke. Sin embargo los konigsblauen se vengaron del Borussia en la siguiente temporada ganando ambos encuentros por 4-1 y 3-2.
Durante la temporada 2008-09, ambos equipos realizan un empate espectacular (3-3), cuando la victoria parecía al alcance de Schalke, que ganaba 3-0 a en el minuto 54.
El Schalke obtuvo su revancha cuando en la temporada 2017-18, el Dortmund gana 4-0 al minuto 26 y terminaron empatando 4-4 con un gol de Naldo al minuto 90'.

## Historial estadístico
- Actualizado al 11 de marzo de 2023

| Torneo                      | PJ  | GS | E  | GB | GolS | GolB |
| --------------------------- | --- | -- | -- | -- | ---- | ---- |
| Bundesliga                  | 100 | 32 | 31 | 37 | 139  | 161  |
| Oberliga                    | 32  | 7  | 10 | 15 | 46   | 63   |
| Gauliga                     | 16  | 14 | 1  | 1  | 84   | 11   |
| Copa de Alemania            | 6   | 3  | 1  | 2  | 10   | 9    |
| Supercopa de Alemania       | 1   | 0  | 1  | 0  | 0    | 0    |
| Copa de la Liga de Alemania | 1   | 1  | 0  | 0  | 2    | 1    |
| Otros torneos               | 4   | 3  | 0  | 1  | 15   | 7    |
| Total oficiales             | 160 | 60 | 44 | 56 | 296  | 252  |
| Amistosos                   | 24  | 11 | 4  | 9  | 46   | 35   |
| Total                       | 184 | 71 | 48 | 65 | 342  | 287  |

| PJ: Partidos jugados             |
| GB: Ganador Borussia Dortmund    |
| GS: Ganador Shalke 04            |
| E: Empate                        |
| GolB: Goles de Borussia Dortmund |
| GolS: Goles de Schalke 04        |

## Dortmund como local

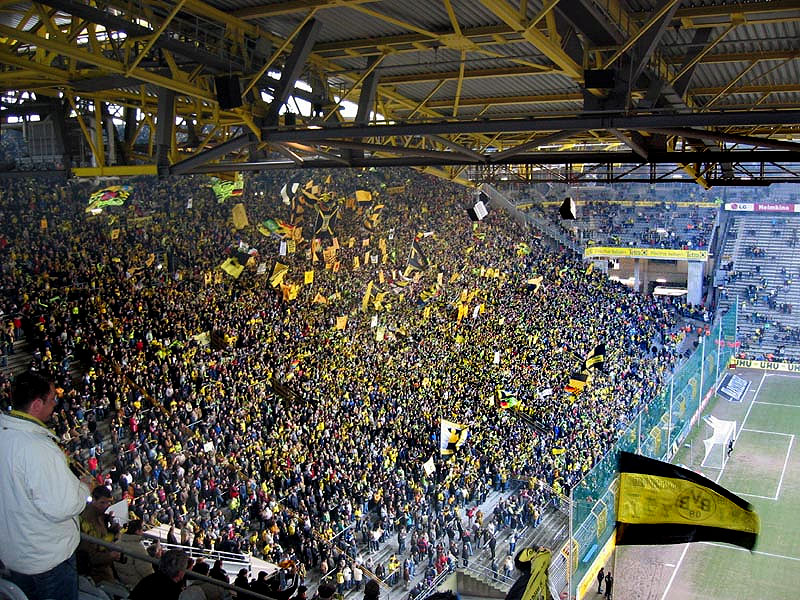
Fanes del Borussia Dortmund en el Signal Iduna Park.

En la siguiente lista se muestran los partidos del Dortmund contra el Schalke como local en Bundesliga:
| Fecha                    | Estadio           | Resultado | Competición | Asistencia |
| ------------------------ | ----------------- | --------- | ----------- | ---------- |
| 25 de enero de 1964      | Rote Erde         | 3–0       | Bundesliga  | 34,000     |
| 13 de febrero de 1965    | Rote Erde         | 4–0       | Bundesliga  | 33,000     |
| 26 de febrero de 1966    | Rote Erde         | 7–0       | Bundesliga  | 25,000     |
| 12 de noviembre de 1966  | Rote Erde         | 6–2       | Bundesliga  | 43,000     |
| 5 de noviembre de 1967   | Rote Erde         | 2–1       | Bundesliga  | 27,000     |
| 11 de marzo de 1969      | Rote Erde         | 0–1       | Bundesliga  | 38,000     |
| 6 de septiembre de 1969  | Rote Erde         | 1–1       | Bundesliga  | 39,000     |
| 12 de septiembre de 1970 | Rote Erde         | 1–2       | Bundesliga  | 40,000     |
| 4 de marzo de 1972       | Rote Erde         | 0–3       | Bundesliga  | 38,000     |
| 11 de diciembre de 1976  | Westfalenstadion  | 1–1       | Bundesliga  | 54,000     |
| 5 de noviembre de 1977   | Westfalenstadion  | 2–1       | Bundesliga  | 53,700     |
| 19 de mayo de 1979       | Westfalenstadion  | 2–0       | Bundesliga  | 45,000     |
| 3 de noviembre de 1979   | Westfalenstadion  | 2–1       | Bundesliga  | 54,000     |
| 21 de febrero de 1981    | Westfalenstadion  | 2–2       | Bundesliga  | 50,000     |
| 18 de septiembre de 1982 | Westfalenstadion  | 2–0       | Bundesliga  | 50,000     |
| 1 de diciembre de 1984   | Westfalenstadion  | 4–1       | Bundesliga  | 41,000     |
| 22 de abril de 1986      | Westfalenstadion  | 1–1       | Bundesliga  | 34,000     |
| 11 de abril de 1987      | Westfalenstadion  | 1–0       | Bundesliga  | 49,000     |
| 19 de septiembre de 1987 | Westfalenstadion  | 4–1       | Bundesliga  | 44,000     |
| 15 de febrero de 1992    | Westfalenstadion  | 2–0       | Bundesliga  | 52,800     |
| 22 de agosto de 1992     | Westfalenstadion  | 0–2       | Bundesliga  | 43,000     |
| 3 de diciembre de 1993   | Westfalenstadion  | 1–1       | Bundesliga  | 42,400     |
| 8 de octubre de 1994     | Westfalenstadion  | 3–2       | Bundesliga  | 42,800     |
| 13 de abril de 1996      | Westfalenstadion  | 0–0       | Bundesliga  | 42,400     |
| 3 de mayo de 1997        | Westfalenstadion  | 1–0       | Bundesliga  | 55,000     |
| 19 de diciembre de 1997  | Westfalenstadion  | 2–2       | Bundesliga  | 55,000     |
| 14 de noviembre de 1998  | Westfalenstadion  | 3–0       | Bundesliga  | 69,000     |
| 13 de mayo de 2000       | Westfalenstadion  | 1–1       | Bundesliga  | 68,600     |
| 23 de septiembre de 2000 | Westfalenstadion  | 0–4       | Bundesliga  | 68,600     |
| 16 de febrero de 2002    | Westfalenstadion  | 1–1       | Bundesliga  | 68,600     |
| 14 de septiembre de 2002 | Westfalenstadion  | 1–1       | Bundesliga  | 68,600     |
| 30 de enero de 2004      | Westfalenstadion  | 0–1       | Bundesliga  | 83,000     |
| 5 de diciembre de 2004   | Westfalenstadion  | 0–1       | Bundesliga  | 83,000     |
| 13 de agosto de 2005     | Westfalenstadion  | 1–2       | Bundesliga  | 80,708     |
| 12 de mayo de 2007       | Signal Iduna Park | 2–0       | Bundesliga  | 81,264     |
| 10 de febrero de 2008    | Signal Iduna Park | 2–3       | Bundesliga  | 80,708     |
| 13 de septiembre de 2008 | Signal Iduna Park | 3–3       | Bundesliga  | 80,552     |
| 26 de septiembre de 2009 | Signal Iduna Park | 0–1       | Bundesliga  | 80,720     |
| 4 de febrero de 2011     | Signal Iduna Park | 0–0       | Bundesliga  | 80,552     |
| 26 de noviembre de 2011  | Signal Iduna Park | 2–0       | Bundesliga  | 80,720     |
| 20 de octubre de 2012    | Signal Iduna Park | 1–2       | Bundesliga  | 80,645     |
| 25 de marzo de 2014      | Signal Iduna Park | 0–0       | Bundesliga  | 77,600     |
| 28 de febrero de 2015    | Signal Iduna Park | 3–0       | Bundesliga  | 79,500     |
| 8 de noviembre de 2015   | Signal Iduna Park | 3–2       | Bundesliga  | 79,956     |
| 29 de octubre de 2016    | Signal Iduna Park | 0–0       | Bundesliga  | 80,197     |
| 25 de noviembre de 2017  | Signal Iduna Park | 4–4       | Bundesliga  | 80,197     |
| 27 de abril de 2019      | Signal Iduna Park | 2–4       | Bundesliga  | 80,645     |
| 16 de mayo de 2020       | Signal Iduna Park | 4–0       | Bundesliga  | 0          |
| 24 de octubre de 2020    | Signal Iduna Park | 3–0       | Bundesliga  | 0          |
| 17 de septiembre de 2022 | Signal Iduna Park | 1–0       | Bundesliga  | 80,645     |

- Actualizado al 17 de septiembre de 2022

| Borussia Dortmund | Empates | Schalke 04 |
| ----------------- | ------- | ---------- |
| 23                | 15      | 12         |

## Schalke como local

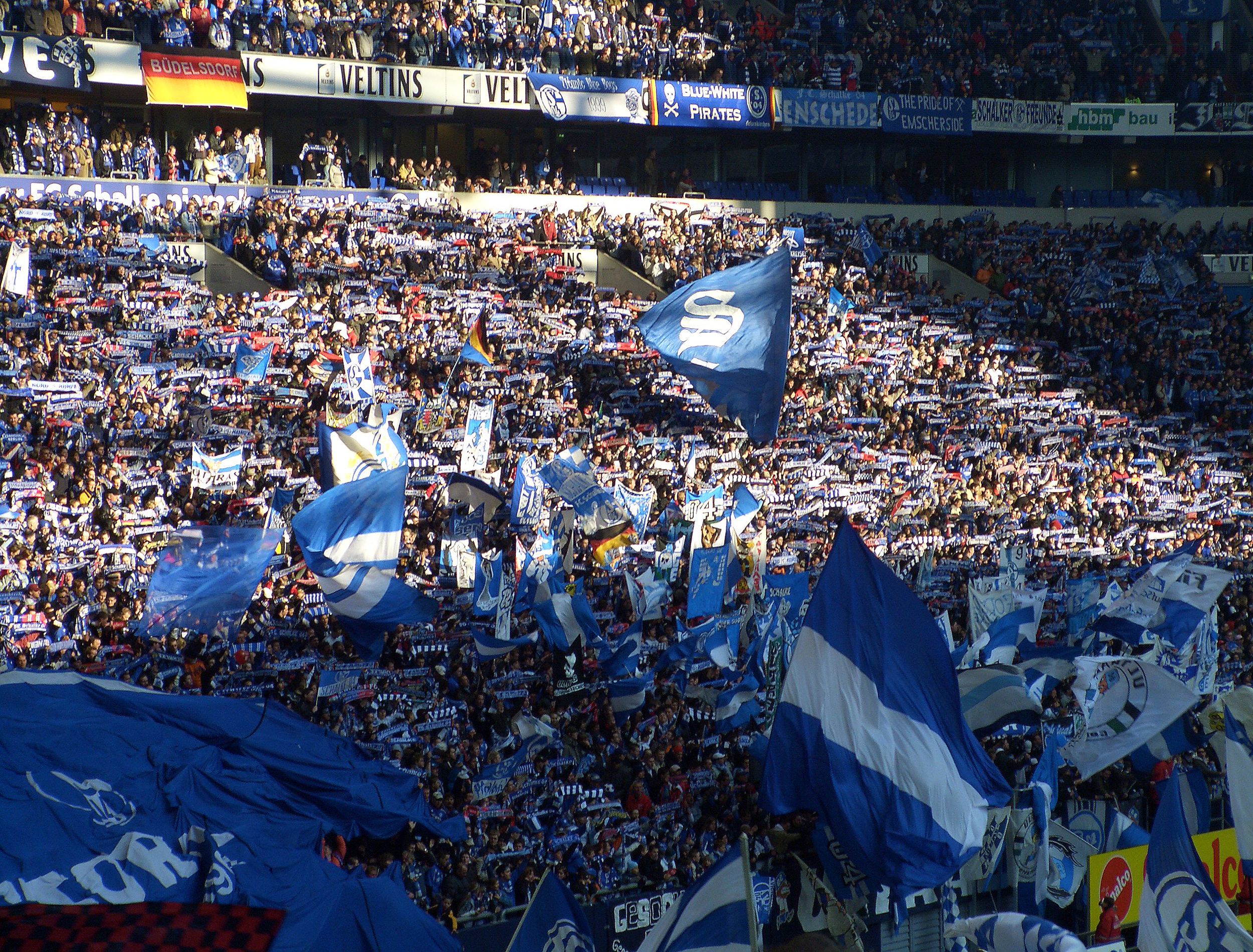
Fanes del Schalke en el Veltins-Arena.

En la siguiente lista se muestran los partidos del Schalke contra el Dortmund como local en Bundesliga:
| Fecha                    | Estadio             | Resultado | Competición | Asistencia |
| ------------------------ | ------------------- | --------- | ----------- | ---------- |
| 7 de septiembre de 1963  | Glück-Auf Kampfbahn | 3–1       | Bundesliga  | 38,000     |
| 26 de septiembre de 1964 | Parkstadion         | 2–6       | Bundesliga  | 40,000     |
| 18 de septiembre de 1965 | Parkstadion         | 2–3       | Bundesliga  | 40,000     |
| 29 de abril de 1967      | Parkstadion         | 1–4       | Bundesliga  | 32,000     |
| 20 de abril de 1968      | Parkstadion         | 1–0       | Bundesliga  | 38,000     |
| 14 de septiembre de 1968 | Parkstadion         | 4–1       | Bundesliga  | 35,000     |
| 31 de enero de 1970      | Parkstadion         | 1–1       | Bundesliga  | 33,000     |
| 27 de febrero de 1971    | Parkstadion         | 0–0       | Bundesliga  | 30,000     |
| 11 de septiembre de 1971 | Parkstadion         | 1–0       | Bundesliga  | 35,000     |
| 21 de mayo de 1977       | Parkstadion         | 4–2       | Bundesliga  | 70,600     |
| 1 de abril de 1978       | Parkstadion         | 0–2       | Bundesliga  | 62,000     |
| 25 de noviembre de 1978  | Parkstadion         | 5–1       | Bundesliga  | 40,000     |
| 21 de febrero de 1980    | Parkstadion         | 2–2       | Bundesliga  | 50,000     |
| 6 de septiembre de 1982  | Parkstadion         | 1–2       | Bundesliga  | 38,000     |
| 5 de marzo de 1983       | Parkstadion         | 1–2       | Bundesliga  | 35,000     |
| 1 de junio de 1985       | Parkstadion         | 3–1       | Bundesliga  | 42,000     |
| 10 de diciembre de 1985  | Parkstadion         | 6–1       | Bundesliga  | 27,000     |
| 20 de septiembre de 1986 | Parkstadion         | 2–1       | Bundesliga  | 44,500     |
| 26 de marzo de 1988      | Parkstadion         | 3–0       | Bundesliga  | 32,300     |
| 24 de agosto de 1991     | Parkstadion         | 5–2       | Bundesliga  | 70,200     |
| 27 de febrero de 1993    | Parkstadion         | 0–0       | Bundesliga  | 70,200     |
| 15 de agosto de 1993     | Parkstadion         | 1–0       | Bundesliga  | 65,000     |
| 8 de abril de 1995       | Parkstadion         | 0–0       | Bundesliga  | 70,925     |
| 28 de octubre de 1995    | Parkstadion         | 1–2       | Bundesliga  | 70,960     |
| 2 de noviembre de 1996   | Parkstadion         | 1–3       | Bundesliga  | 71,021     |
| 9 de agosto de 1997      | Parkstadion         | 1–0       | Bundesliga  | 68,200     |
| 5 de mayo de 1999        | Parkstadion         | 1–1       | Bundesliga  | 61,700     |
| 15 de diciembre de 1999  | Parkstadion         | 0–0       | Bundesliga  | 52,420     |
| 24 de febrero de 2001    | Parkstadion         | 0–0       | Bundesliga  | 62,109     |
| 15 de septiembre de 2001 | Arena AufSchalke    | 1–0       | Bundesliga  | 60,204     |
| 22 de febrero de 2003    | Arena AufSchalke    | 2–2       | Bundesliga  | 60,878     |
| 2 de agosto de 2003      | Arena AufSchalke    | 2–2       | Bundesliga  | 61,014     |
| 14 de mayo de 2005       | Arena AufSchalke    | 1–2       | Bundesliga  | 61,524     |
| 4 de febrero de 2006     | Veltins-Arena       | 0–0       | Bundesliga  | 61,524     |
| 10 de diciembre de 2006  | Veltins-Arena       | 3–1       | Bundesliga  | 61,482     |
| 18 de agosto de 2007     | Veltins-Arena       | 4–1       | Bundesliga  | 60,482     |
| 20 de febrero de 2009    | Veltins-Arena       | 1–1       | Bundesliga  | 61,673     |
| 26 de febrero de 2010    | Veltins-Arena       | 2–1       | Bundesliga  | 60,673     |
| 19 de septiembre de 2010 | Veltins-Arena       | 1–3       | Bundesliga  | 60,069     |
| 14 de abril de 2012      | Veltins-Arena       | 1–2       | Bundesliga  | 61,673     |
| 9 de marzo de 2013       | Veltins-Arena       | 2–1       | Bundesliga  | 61,673     |
| 26 de octubre de 2013    | Veltins-Arena       | 1-3       | Bundesliga  | 61,236     |
| 27 de septiembre de 2014 | Veltins-Arena       | 2–1       | Bundesliga  | 61,673     |
| 10 de abril de 2016      | Veltins-Arena       | 2–2       | Bundesliga  | 61,670     |
| 1 de abril de 2017       | Veltins-Arena       | 1–1       | Bundesliga  | 62,271     |
| 15 de abril de 2018      | Veltins-Arena       | 2–0       | Bundesliga  | 61,673     |
| 8 de diciembre de 2018   | Veltins-Arena       | 1-2       | Bundesliga  | 61,236     |
| 26 de octubre de 2019    | Veltins-Arena       | 0–0       | Bundesliga  | 61,873     |
| 20 de febrero de 2021    | Veltins-Arena       | 0-4       | Bundesliga  | 0          |
| 11 de marzo de 2023      | Veltins-Arena       | 2–2       | Bundesliga  | 61,873     |

- Actualizado al 11 de marzo de 2023

| Schalke 04 | Empates | Borussia Dortmund |
| ---------- | ------- | ----------------- |
| 20         | 16      | 14                |

## Copa
| Fecha                    | Estadio            | Local    | Resultado  | Competición   | Ronda                      | Asistencia |
| ------------------------ | ------------------ | -------- | ---------- | ------------- | -------------------------- | ---------- |
| 18 de octubre de 1975    | Parkstadion        | Schalke  | 2–1        | DFB-Pokal     | Segunda ronda              | 65,000     |
| 13 de octubre de 1984    | Westfalenstadion   | Dortmund | 1–1 (pró.) | DFB-Pokal     | Segunda ronda              | 37,000     |
| 31 de octubre de 1984    | Parkstadion        | Schalke  | 3–2        | DFB-Pokal     | Segunda ronda (repetición) | 45,000     |
| 10 de diciembre de 1988  | Parkstadion        | Schalke  | 2–3        | DFB-Pokal     | Octavos de final           | 47,300     |
| 23 de septiembre de 1998 | Westfalenstadion   | Dortmund | 1–0 (pró.) | DFB-Pokal     | Segunda ronda              | 60,000     |
| 29 de noviembre de 2000  | Parkstadion        | Schalke  | 2–1        | DFB-Pokal     | Octavos de final           | 58,400     |
| 17 de julio de 2001      | Nattenberg Stadion | Neutral  | 2–1        | DFB-Ligapokal | Semifinal                  | 15,300     |
| 23 de julio de 2011      | Veltins-Arena      | Schalke  | p 0–0      | DFL-Supercup  | Final                      | 61 673     |

- Actualizado al 20 de febrero de 2021

## Palmarés
- Actualizado al 20 de febrero de 2021

| Competición                     | Dortmund | Schalke 04 |
| ------------------------------- | -------- | ---------- |
| 1. Bundesliga/ Antiguos torneos | 8        | 7          |
| DFB-Pokal                       | 5        | 5          |
| DFL-Supercup                    | 6        | 1          |
| DFL-Ligapokal                   | 0        | 1          |
| UEFA Champions League           | 1        | 0          |
| Recopa de Europa                | 1        | 0          |
| UEFA Europa League              | 0        | 1          |
| Copa Intertoto de la UEFA       | 0        | 2          |
| Copa Intercontinental           | 1        | 0          |
| Total                           | 22       | 17         |

| Décadas   | Dortmund | Schalke 04 |
| --------- | -------- | ---------- |
| 1900-1929 | 0        | 0          |
| 1930-1939 | 0        | 5          |
| 1940-1949 | 0        | 2          |
| 1950-1959 | 2        | 1          |
| 1960-1969 | 3        | 0          |
| 1970-1979 | 0        | 1          |
| 1980-1989 | 2        | 0          |
| 1990-1999 | 6        | 1          |
| 2000-2009 | 1        | 5          |
| 2010-2019 | 7        | 2          |
| 2020-2029 | 1        | 0          |

## Futbolistas que han jugado en ambos equipos
A pesar de la competencia entre los clubes, algunos jugadores fueron contratados por ambos equipos. 15 de los 28 jugadores pasaron directamente de un club a otro. Dos jugadores (Herbert Sandmann y Reinhard Libuda) incluso se trasladaron directamente entre los clubes en dos ocasiones. El primer "desertor" fue Franz Podgorski, que pasó del Dortmund al Schalke en 1948. El ex internacional alemán Harald Schumacher también trabajó como entrenador de porteros para ambos clubes (S04 1992-1993, BVB 1995-1998) e hizo una breve aparición con el Borussia Dortmund en el último partido intrascendente de la Bundesliga. El Dortmund ya había ganado el campeonato alemán de 1996 una jornada antes.
| Nombre               | Posición       | Borussia Dortmund    | Schalke 04                      |
| Rüdiger Abramczik    | Delantero      | 1980–1983            | 1973–1980, 1987–1988            |
| Ingo Anderbrügge     | Centrocampista | 1984–1988            | 1988–1999                       |
| Ulrich Bittcher      | Centrocampista | 1983–1987            | 1975–1983                       |
| Kevin-Prince Boateng | Centrocampista | 2009                 | 2013–2015                       |
| Theo Bücker          | Centrocampista | 1969–1973            | 1981–1983                       |
| Norbert Dörmann      | Defensa        | 1979–1981            | 1976–1979                       |
| Peter Endrulat       | Guardameta     | 1978                 | 1973–1974                       |
| Steffen Freund       | Defensa        | 1993–1998            | 1991–1993                       |
| Tamás Hajnal         | Centrocampista | 2008–2010            | 1997–2002                       |
| Paul Holz            | Centrocampista | 1979–1981            | 1971–1974                       |
| Gerd Kasperski       | Delantero      | 1975–1977            | 1968–1969                       |
| Gerhard Kleppinger   | Defensa        | 1987–1988            | 1984–1987                       |
| Marco Kurz           | Defensa        | 1994–1995            | 1995–1998                       |
| Heinrich Kwiatkowski | Guardameta     | 1952–1966            | 1947–1950                       |
| Jens Lehmann         | Guardameta     | 1999–2003            | 1988–1998                       |
| Stan Libuda          | Delantero      | 1965–1968            | 1961–1965, 1968–1972, 1973–1976 |
| Werner Lorant        | Centrocampista | 1971–1973            | 1982–1983                       |
| Christoph Metzelder  | Defensa        | 2000–2007            | 2010–2013                       |
| Andreas Möller       | Centrocampista | 1988–1990, 1994–2000 | 2000–2003                       |
| Franz Podgorski      | Defensa        | 1947–1948            | 1948–1949                       |
| Manfred Ritschel     | Delantero      | 1970–1972            | 1977–1978                       |
| Rolf Rüssmann        | Defensa        | 1980–1985            | 1969–1973, 1974–1980            |
| Herbert Sandmann     | Defensa        | 1947–1949, 1951–1960 | 1949–1951                       |
| Felipe Santana       | Defensa        | 2008–2013            | 2013–2015                       |
| Toni Schumacher      | Guardameta     | 1995–1996            | 1987–1988                       |
| Jürgen Sobieray      | Defensa        | 1980–1982            | 1969–1979                       |
| Hans-Joachim Wagner  | Defensa        | 1974–1983            | 1972–1973                       |
| Jürgen Wegmann       | Delantero      | 1984–1986, 1989–1992 | 1986–1987                       |